# アンドル＝エ＝ロワール県の郡
アンドル＝エ＝ロワール県の郡では、フランスのアンドル＝エ＝ロワール県にある郡について解説する。

## 郡の一覧
アンドル＝エ＝ロワール県には、3つの郡が存在し、3郡の合計で、37の小郡、277のコミューンがある。
- シノン郡（郡庁所在地：シノン）

7の小郡、87のコミューンがある。郡の人口は、1990年には79,467人、1999年には80,579人で、1.4％増加している。
- トゥール郡（県庁所在地：トゥール）

24の小郡、123のコミューンがある。郡の人口は、1990年には400,882人、1999年には424,651人で、5.93％増加している。
- ロシュ郡（郡庁所在地：ロシュ）

6の小郡、67のコミューンがある。郡の人口は、1990年には48,996人、1999年には48,773人で、0.46％減少している。